# 杨梅洲大桥
杨梅洲大桥是一座位于湖南省湘潭市的一座横跨湘江，连接湖南省湘潭市雨湖区和岳塘区的双塔双索面半漂浮体系斜拉桥。建成后将成为湘江跨度最大斜拉桥。该桥设计时速为60km/h，布置双向六车道并同时设置非机动车道和人行道。杨梅洲大桥与湘潭市窑湾景区配套工程同步建设，隶属于二期工程。杨梅洲全长2.1公里，其中主跨全长658米。包括雨湖区和岳塘区境内引线总长7.68公里，总投资34.36亿元。

## 断续建设
杨梅洲大桥于2016年7月启动建设，同年10月开工。但随后因为种种问题于2019年7月暂缓建设。2020年11月13日全线复工，但随后因政策以及债务问题又再次全面停工，成为“半拉子”工程。2023年初播送的《忠诚与背叛》反腐纪录片中披露时任湘潭市委书记曹炯芳在任内大规模举债修建形象工程，其中就包括杨梅洲大桥。2023年9月，在湘潭市解决资金问题之后，杨梅洲大桥再次重启建设。该桥于2024年5月30日合龙，同年9月29日建成通车。

## 图集
- 杨梅洲大桥近景
- 杨梅洲大桥远景